# François-Xavier Berlinguet
Pour les articles homonymes, voir Berlinguet.
François-Xavier Berlinguet, né le 4 ou le 5 décembre 1830 à Québec et mort le 3 août 1916 à Trois-Rivières, est un architecte, un ingénieur civil et un sculpteur québécois. Il dessina les plans de plusieurs églises, chapelles et couvents du Canada.
Il a participé à la fondation de l'Ordre des architectes de la province de Québec. Il en fut le président en 1891.

## Œuvres
- Basilique St Dunstan
- Cathédrale de Chatham
- Chapelle des Franciscaines missionnaires de Marie
- chapelle des Missionnaires du Sacré-Cœur
- Couvent de Stanstead
- Couvent des Franciscains
- Église Saint-Georges de Cacouna[2]
- Église de Beauport
- Église de Saint-Pascal
- Église de Château-Richer
- Église de Saint-François-de-la-Rivière-du-Sud
- Église et couvent des sœurs du Bon-Pasteur
- Église de Tracadie
- Église de Mount Carmel
- Église de Kinkora
- Église de Souris
- Œuvre du patronage de la Société de Saint-Vincent-de-Paul
- Musée de la civilisation[3]
- Musée des beaux-arts du Canada[4]
- Musée national des beaux-arts du Québec[5]
- Nombreux collèges et résidences
- Palais archiépiscopal de Québec
- Section du chemin de fer Intercolonial
- Sacristie des ursulines de Québec

## Hommages
La rue Berlinguet a été nommée en son honneur et en l'honneur de son père, Louis-Thomas Berlinguet.